# Colobathristidae
Los colobatrístidos (Colobathristidae) son una familia de insectos hemípteros del infraorden Pentatomomorpha. Comprende  23 géneros y 83 especies.

## Géneros seleccionados
- Centromus
- Brachyphyma Horváth, 1904
- Dayakiella
- Molybditis
- Phaenacantha Horváth, 1904
- Symphylax
- Trichocenthrus